# M32R
Az M32R egy 32 bites RISC utasításkészlet-architektúra (ISA), amit a Mitsubishi Electric fejlesztett ki beágyazott mikroprocesszorok és mikrovezérlők számára. 2003. április 1-étől a Hitachi és a Mitsubishi Electric félvezető-üzletágai a Renesashoz kerültek, a mikroszámítógépek, a logika, analóg és diszkrét eszközök, és a memóriachipek technológiájával egyetemben. Az ISA jelenleg a Renesas Electronics Corporation tulajdonában van, és a vállalat tervezi és gyártja az M32R implementációkat. Az M32R processzorokat beágyazott rendszerekben, például motorvezérlő egységekben (Engine Control Unit, ECU), digitális fényképezőgépekben és PDA-kban használják. Léteznek ROM/RAM memóriákkal egybeépített változatai is.
Az ISA-t támogatta a Linux és a GNU Compiler Collection, de a Linux kernel 4.16-es verziójától kezdve a támogatást eltávolították belőle. A GCC 12.1-es kiadásában megszüntették az architektúra támogatását.

## Jellemzők
A processzor utasításai 16 vagy 32 bit hosszúak, 2 16 bites utasítás egymás mellett állhat a négy bájtos szóhatárhoz illesztve, ahol a két utasítás végrehajtása lehet párhuzamos vagy szekvenciális. Ha az első 16 bites utasításhoz nincs párosítható utasítás, akkor a második helyre egy párhuzamos végrehajtású NOP utasítás kerül. Az adatábrázolás bi-endian, tehát csökkenő és növekvő helyiértékű bájtsorrend használható. A processzornak 16 db 32 bites fixpontos regisztere van és 5 vezérlőregisztere. Speciális 64 bites akkumulátorregiszterrel rendelkezik a DSP funkciókhoz. Utasításfeldolgozása futószalagos, öt futószalagfokozattal. Érdekesség, hogy rendelkezik egy korlátozott „regiszter indirekt és regiszter frissítés” címzési móddal, amelyek csak a LD (betöltés) és a ST (tárolás) utasításokban használhatók. A LD utasítás növelheti 4-gyel a címregiszter tartalmát, a ST utasítás növelheti vagy csökkentheti 4-gyel a címregiszter tartalmát. Utasításkészletében van összeolvasztott szorzó-akkumuláló utasítás (MAC) és szorzás, osztás. Címzése 32 bites, ezzel 4 GiB memóriát képes kezelni.

## Fordítás
Ez a szócikk részben vagy egészben  a   M32R című angol Wikipédia-szócikk ezen változatának fordításán alapul.  Az eredeti cikk szerkesztőit annak laptörténete sorolja fel. Ez a jelzés csupán a megfogalmazás eredetét és a szerzői jogokat jelzi, nem szolgál a cikkben szereplő információk forrásmegjelöléseként.